# Deportes Concepción
Club de Deportes Concepción ist ein chilenischer Fußballverein aus Concepción. Der 1966 gegründete Verein, der bis heute noch nie chilenischer Fußballmeister wurde, spielt derzeit in der drittklassigen Segunda División und trägt seine Heimspiele im Estadio Municipal de Concepción aus, das bis zu 29.000 Zuschauern Platz bietet.

## Geschichte
Der Verein wurde am 29. Februar 1966 in der Stadt Concepción nahe der Westküste Chiles gegründet. Der neue Verein kam durch einen Zusammenschluss von einer ganzen Reihe von Amateurklubs aus Concepción zustande und bildete den ersten überregional bedeutsamen Klub aus der Stadt. Erst 1994 bekam Deportes Concepción in diesem Punkt Konkurrenz von CD Universidad de Concepción, das mittlerweile jedoch erfolgreicher agiert wie das traditionsreichere Deportes Concepción.
Gleich im ersten Jahr nach der Vereinsgründung schaffte Deportes Concepción durch einen ersten Platz in der Primera B den Aufstieg in Chiles höchste Spielklasse im Fußball, die Primera División. Dort etablierte sich der junge Verein aus der Wirtschaftsmetropole sogleich und verbrachte bis einschließlich der Saison 1981 jedes Jahr im chilenischen Fußballoberhaus. In der Saison 1975 erzielte man hierbei bis dato größten Erfolg in der Vereinsgeschichte, als man die Saison als Vizemeister, einzig hinter Unión Española, beendete. Sechs Jahre später musste man dann allerdings den Gang zurück in die Zweitklassigkeit antreten, nachdem man in der Primera División 1981 nur den drittletzten Platz belegt hatte. Es folgten nun drei Jahre in der zweiten chilenischen Fußballliga für Deportes Concepción, ehe man zur Saison 1985 die Rückkehr in die Primera División feiern konnte. Erneut begann mit dem Erstligaaufstieg eine recht erfolgreiche Periode für den Verein, die mit der erstmaligen Teilnahme an der Copa Libertadores im Jahre 1991 ihren Höhepunkt fand. Hier überstand man sogar die Gruppenphase als Dritter hinter Colo-Colo Santiago und LDU Quito aus Ecuador, aber noch vor dem zweiten ecuadorianischen Klub Barcelona SC Guayaquil. Im Achtelfinale war dann jedoch gegen den kolumbianischen Vertreter América de Cali Endstation.
In der Folgezeit dauerte es genau zehn Jahre, ehe Deportes Concepción eine zweite Teilnahme am wichtigsten Wettbewerb für Vereinsmannschaften im südamerikanischen Fußball erzielte. Und auch in der Copa Libertadores 2001 kam man in der Gruppenphase weiter. Als Zweiter hinter Nacional Montevideo aus Uruguay, aber vor CA San Lorenzo de Almagro aus Argentinien sowie Club Jorge Wilstermann aus Bolivien qualifizierte man sich erneut für das Achtelfinale. Mit 1:4 nach Hin- und Rückspiel stellte aber der brasilianische Ex-Titelträger von Vasco da Gama Rio de Janeiro eine zu große Hürde dar.
Im Ligabetrieb hatte der Verein zwischenzeitlich wieder einen Abstieg erlitten, schaffte aber den direkten Wiederaufstieg. Von 1995 an hielt man sich bis 2002 in der Primera División, ehe der erneute Gang in die Zweitklassigkeit angetreten werden musste. Nach zwei Jahren zweiter Liga hatte der Klub zwischen 2005 und 2008 seine bis heute letzte Zeit in der Primera División, aus der man in letztgenannter Saison absteigen musste. Heutzutage findet man Deportes Concepción in der dritten Liga, der Segunda División.

## Erfolge
- Chilenische Vizemeisterschaft: 1× (1975)

- Primera B: 2× (1967, 1994)

- Teilnahme an der Copa Libertadores: 2×

1991: Achtelfinale
2001: Achtelfinale

## Trainer
- Germán Corengia (Januar 2012–November 2012)[1]

## Bekannte Spieler
- Mauricio Aros, chilenischer WM-Teilnehmer von 1998, begann seine Laufbahn in den Jugendteams von Deportes Concepción, später beispielsweise bei Universidad de Chile und Feyenoord Rotterdam
- Vicente Cantatore, Trainer der großen Mannschaft von CD Cobreloa in den frühen Achtzigern, als Spieler zum Karriereausklang bei Deportes Concepción, vorher zum Beispiel San Lorenzo und Rangers de Talca
- Osvaldo Castro, chilenischer WM-Teilnehmer von 1974, auf Vereinsebene lange Zeit in Mexiko aktiv, 1969 bis 1971 in den Anfangsjahren des Vereins bei Deportes Concepción
- Darío Fabbro, argentinischer Weltenbummler, unter anderem bei Huracán Buenos Aires, Godoy Cruz und Emelec Guayaquil, von 2001 bis 2002 bei Deportes Concepción unter Vertrag
- Emanuel Herrera, Profi in Frankreich bei HSC Montpellier, zuvor einige Zeit bei Rosario Central und zuletzt bei Unión Española, 2011 für ein Jahr bei Deportes Concepción
- Mario Osbén, nahm mit der chilenischen Nationalelf an der Fußball-Weltmeisterschaft 1982 teil, 1970 Karrierebeginn bei Deportes Concepción, später bei Unión Española, Colo-Colo und Cobreloa
- Enzo Ruíz, derzeit bei Deportes Concepción unter Vertrag stehender uruguayischer Jugendnationalspieler, vorher unter anderem bei Grashoppers Zürich und beim AC Bellinzona
- Wilmer Velásquez, 47-facher Nationalspieler von Honduras, spielte 1996 für ein Jahr bei Deportes Concepción, zudem lange Zeit bei CD Olimpia, bei Atlas in Mexiko oder Sport Recife in Brasilien